# Benoni Vermeulen
Pour les articles homonymes, voir Vermeulen.
Benoni Vermeulen, né le 21 août 1874 et mort le 22 octobre 1942, est un homme politique belge.

## Fonctions et mandats
- Conseiller provincial de Flandre Occidentale : 1932-
- Bestendig afgevaardigde : 1936-1942
- Sénateur par l'arrondissement de Courtrai-Ypres : 1939-

## Sources
- P. Van Molle, Het Belgisch parlement, p. 370.

- Ressource relative à plusieurs domaines :   - ODIS